# Mateja Matevski
Mateja Matevski (Istanbul, 13 marzo 1929 – Skopje, 6 giugno 2018) è stato un poeta, critico letterario e saggista macedone.
È stato inoltre traduttore dal francese, dal russo, dallo spagnolo, dal serbo e dall'albanese, giornalista radio-televisivo ed editor (tuttavia, si è laureato in filologia)
È stato il primo macedone ad aver vinto, nel 2011, il Premio Struga all'omonimo festival della poesia, nonostante tale festival sia organizzato proprio in Macedonia. Questo premio è considerato prestigioso perché è stato conferito anche a poeti vincitori del Nobel (come Montale, Brodskij, Heaney o Tranströmer) e, più in generale, a poeti che costituiscono un riferimento per la poesia nei rispettivi paesi, come Tomaž Šalamun o Edoardo Sanguineti.
In Francia gli è stata conferita la medaglia della Legion d'onore per meriti artistici.
Nel 2013, nonostante il suo libro non fosse stato ancora tradotto in Italiano, gli è stato conferito un premio speciale a Palermo, in occasione dell'assegnazione del Premio Mediterraneo.
Nel 2001 vinse il Premio internazionale al Festival internazionale di poesia di Trieste dove, nell'anno seguente, fu giudice; quell'anno vinse il maltese Oliver Friggieri.
Dal 2001 al 2004 è stato presidente dell'Accademia delle Arti e delle Scienze della Macedonia.

## Opere
- Babele e altri sogni (Antologia poetica), Trieste, FrancoPuzzoEditore, 2001. ISBN 978-88-900345-6-5

## Premi
- Premio Internazionale Trieste Poesia, Italia 2001
- Premio Struga, 2011

| Controllo di autorità | VIAF (EN) 34478826 · ISNI (EN) 0000 0001 1052 878X · Europeana agent/base/78755 · LCCN (EN) n85123417 · GND (DE) 118929216 · BNE (ES) XX1025322 (data) · BNF (FR) cb12063570z (data) |